# Campionati europei di badminton 1996
I Campionati europei di badminton 1996 si sono svolti a Herning, in Danimarca. È stata la 15ª edizione del torneo organizzato dalla Badminton Europe.

## Podi
| Evento              | Oro                                         | Argento                            | Bronzo                                |
| Singolare maschile  | Poul-Erik Høyer Larsen                      | Peter Rasmussen                    | Jesper Olsson                         |
| Singolare maschile  | Poul-Erik Høyer Larsen                      | Peter Rasmussen                    | Jeroen van Dijk                       |
| Singolare femminile | Camilla Martin                              | Marina Yakusheva                   | Christine Magnusson                   |
| Singolare femminile | Camilla Martin                              | Marina Yakusheva                   | Anne Sondergaard                      |
| Doppio maschile     | Thomas Lund and Jon Holst Christensen       | Michael Søgaard and Henrik Svarrer | Simon Archer and Chris Hunt           |
| Doppio maschile     | Thomas Lund and Jon Holst Christensen       | Michael Søgaard and Henrik Svarrer | Pär-Gunnar Jonsson and Peter Axelsson |
| Doppio femminile    | Lisbeth Stuer-Lauridsen and Marlene Thomsen | Rikke Olsen and Helene Kirkegaard  | Julie Bradbury and Joanne Wright      |
| Doppio femminile    | Lisbeth Stuer-Lauridsen and Marlene Thomsen | Rikke Olsen and Helene Kirkegaard  | Katrin Schmidt and Kerstin Ubben      |
| Doppio misto        | Michael Søgaard and Rikke Olsen             | Simon Archer and Joanne Goode      | Michael Keck and Karen Stechmann      |
| Doppio misto        | Michael Søgaard and Rikke Olsen             | Simon Archer and Joanne Goode      | Ron Michels and Erica van den Heuvel  |
| Gara a Squadre      | Danimarca                                   | Svezia                             | Inghilterra                           |

## Medagliere
| Posiz. | Nazione     | Oro | Argento | Bronzo | Totale |
| ------ | ----------- | --- | ------- | ------ | ------ |
| 1      | Danimarca   | 6   | 3       | 1      | 10     |
| 2      | Inghilterra | 0   | 1       | 3      | 4      |
| 2      | Svezia      | 0   | 1       | 3      | 4      |
| 4      | Russia      | 0   | 1       | 0      | 1      |
| 5      | Germania    | 0   | 0       | 2      | 2      |
| 5      | Paesi Bassi | 0   | 0       | 2      | 2      |
| Totale | Totale      | 6   | 6       | 11     | 23     |